# بختی (خدابنده)
بختی روستایی در بخش افشار شهرستان خدابنده استان زنجان ایران است.

## جمعیت
بر پایه سرشماری عمومی نفوس و مسکن در سال ۱۳۹۵ جمعیت این مکان ۱۴۴ نفر (۴۳خانوار) بوده‌است.